# Helgakviða Hjörvarðssonar

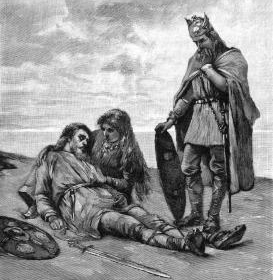
Helgi, Sváva y Heðinn. Ilustración para la edición sueca de la Edda poética de Fredrik Sander, 1893.

Helgakviða Hjörvarðssonar (Canto de Helgi Hjörvarðsson) es un poema de la Edda poética, encontrado en el manuscrito islandés Codex Regius, donde viene a continuación de Helgakviða Hundingsbana I y precede a Helgakviða Hundingsbana II. La porción de texto que constituye el poema no lleva nombre en el manuscrito y puede que nunca haya sido visto como un poema separado.  A pesar de ello, los eruditos le han asignado un nombre por conveniencia. El texto parece ser un mosaico de antiguos poemas unidos entre sí por pasajes en prosa. La obra relata la historia de Helgi Hjörvarðsson,  que se encuentra de forma indirecta relacionada con la historia de Helgi Hundingsbane.

## Argumento

### Los padres de Helgi
La obra comienza con el relato del rey noruego llamado Hjörvarðr. El rey tenía cuatro esposas: Álfhildr con quien tuvo un hijo llamado Heðinn, Særeiðr con quien tuvo a Humlungr y Sinrjóð con quien tuvo a Hymlingr. La cuarta esposa no es mencionada, pero pudo haber sido una chica llamada Sigrlinn con quien comienza la historia.
Hjörvarðr había hecho la promesa de poseer la mujer más hermosa que conociera. Cuando supo que el rey Sváfnir de Sváfaland tenía por hija a Sigrlinn que era considerada la joven más bella, Hjörvarðr envió a Atli, el hijo del jarl Iðmundr, a cortejar a la chica en su nombre.
Atli Iðmundsson estuvo un invierno con el rey Sváfnir pero fue advertido por Fránmarr, el jarl del rey, que este no daría su hija al rey Hjörvarðr. Durante su regreso, Atli tuvo una conversación con un pájaro que le dijo que Hjörvarðr tendría a Sigrlinn con la condición de que al pájaro se le diera ganado de cuernos dorados y terrenos del rey. Atli regresó a las tierras del rey Hjörvarðr y le relató que su misión había fracasado.
El rey resolvió ir a lo del rey Sváfnir junto con Atli. Cuando ascendieron una montaña vieron a Sváfaland en llamas y nubes de polvo que se levantaban de la tierra como consecuencia de la marcha de guerreros. Era el ejército del rey Hróðmarr quien también deseaba a la princesa Sigrlinn pero se la habían negado y había decidido tomar a la joven por la fuerza. En ese momento el rey Hróðmarr había matado al rey Sváfnir y estaba buscando a Sigrlinn.
Durante la noche el rey Hjörvarðr y Atli acamparon en un riachuelo y Atli descubrió una casa sobre la cual se encontraba una gran ave. Atli no sabía que el ave era Fránmarr, el jarl del rey Sváfnir transformado en un pájaro para mágicamente proteger a Sigrlinn y a su propia hija Álof, que se encontraban dentro de la casa. Atli mató al pájaro y descubrió a Sigrlinn y a Álof dentro. El rey Hjörvarðr retornó a su morada con Sigrlinn y Atli con Álof.

### Helgi se encuentra con Sváfa
Hjörvarðr y Sigrlinn tuvieron un hijo muy silencioso al cual no se le podía dar nombre. Cuando este hombre silencioso creció, estando un día sentado en una colina, vio a nueve valquirias cabalgando, de las cuales Sváfa era la más bella. Era la hija del rey Eylimi.
Sváfa le llamó Helgi y le preguntó si quería un regalo por el nuevo nombre que le había dado (lo que era costumbre), pero Helgi solo quería a Sváfa. Ella le informó de la ubicación de una gran espada tallada con serpientes y runas mágicas:
| 8. "Sverð veit ek liggja í Sigarsholmi fjórum færi en fimm tögu; eitt er þeira öllum betra vígnesta böl ok varit gulli. - 9. Hringr er í hjalti, hugr er í miðju, ógn er í oddi þeim er eiga getr; liggr með eggju ormr dreyrfáiðr, en á valböstu verpr naðr hala." | 8. "Conozco espadas en Sigarsholm, Cincuenta hay guarda solo cuatro; Hay una que es la mejor de todas, La destructora de escudos, de oro brilla. - 9. "En su empuñadura está la fama, y el coraje, En su punta el temor, de los enemigos de su dueño; En su hoja yace una víbora con manchas de sangre, Y una cola de serpiente alrededor en su hoja se enrosca." |  |

Sváfa le dio nombre a Helgi y durante las batallas siempre le acompañaba protegiéndolo del peligro.

### Helgi venga a Sváfnir y se casa con Sváfa
Helgi reprochó a su padre, el rey Hjörvarðr, por no haber vengado la quema de Sváfaland y la muerte del rey Sváfnir. Además, el rey Hróðmarr aún tenía las riquezas del rey Sváfnir. Hjörvarðr dio a Helgi una partida de guerra y Helgi se hizo de la espada mágica que Sváfa le había mencionado. Luego Helgi mató a Hróðmarr y vengó a su abuelo.
En sus aventuras, Helgi mató al jotun Hati y Helgi y Atli tuvieron una larga discusión en verso (en el poema Hrímgerðarmál) con la hija de Hati llamada Hrímgerðr, que prolongaron hasta la salida del sol que transformó a la giganta en piedra.
Luego de ganar fama en la batalla, Helgi fue con el rey Eylimi y le pidió al rey la mano de su hija. El rey Eylimi consintió y de ese modo Helgi y Sváfa contrajeron matrimonio. Aunque casados, ella permanecía en la casa de su padre y Helgi continuaba en las batallas.

### Muerte de Helgi
Durante la fiesta de Yule, el hermano de Helgi, Heðinn encontró a una mujer troll montada en un lobo con serpientes como riendas. Ésta le pidió su compañía pero él se negó. La mujer troll le maldijo y le juró que se lamentaría de su decisión durante el brindis del rey en las fiestas de Yule.
En las festividades, los hombres pusieron sus manos sobre un cerdo sagrado para realizar un juramento, y Heðinn prometió tomar a Sváfa como esposa si le sucedía algo a su hermano.
Heðinn se encontró con Helgi y le relató sobre su voto profético. Helgi le responde que una de sus fylgjas había visto el encuentro de Heðin con una mujer troll. Helgi le informó que Álfr, el hijo del rey Hróðmar quería vengar la muerte de su padre y lo desafiaba a un holmgang en Sigarsvoll en tres noches.
Durante el holmgang con Álfr, Helgi recibió una herida mortal debido a la maldición de la mujer troll y Álfr ganó la contienda. Helgi entonces envió a su compañero Sigarr al rey Eylimi para traer a Sváfa de modo de poder verla antes de morir.
Antes de morir, Helgi pidió a Sváfa que se casara a su hermano Heðinn. El hermano pidió que Sváfa lo besara, porque ella no le vería otra vez hasta que Helgi hubiera sido vengado.
Helgi y Sváfa renacerían como Helgi Hundingsbane y Sigrún y sus aventuras continuarían.